# John Uliny
John Uliny (também conhecido como Johnson Olony, Johnson Olonyi e John Olony) é um líder miliciano sul-sudanês. Ele é um membro do grupo étnico Shilluk.

## Biografia
Uliny é do Alto Nilo; era o líder de um grupo de forças à espera de integração no Exército Popular de Libertação do Sudão  (EPLS). Após o surgimento de um conflito entre suas forças e o EPLS,  fugiu para o Cordofão do Sul, no Sudão. Posteriormente, aliou-se ao Movimento Democrático do Sudão do Sul de George Athor.
Em fevereiro de 2012, reivindicou a liderança do Movimento Democrático do Sudão do Sul, logo após a morte do líder George Athor. Posteriormente, iniciou negociações de paz com o governo do Sudão do Sul. Em 13 de junho de 2013, aceitou a anistia oferecida pelo governo do presidente Salva Kiir Mayardit. Como resultado, foi formalmente introduzido nas forças armadas e recebeu o posto de major-general. Suas forças, no entanto, não foram integradas na estrutura do exército.
Em fevereiro de 2014, ele foi ferido por um tiro no pescoço depois que as forças opostas alinhadas com Riek Machar entraram na cidade de Malakal.
Em fevereiro de 2015, a UNICEF informou que suas forças estavam alistando à força crianças-soldado.
Em abril de 2015, seu adjunto foi baleado e as tensões entre as forças de Uliny e as forças governamentais aumentaram. O governo do estado e o governador deixaram a cidade de Malakal, controlada pelas forças de Uliny. Uliny não se apresentou às forças do governo por semanas e não compareceu às reuniões em Juba. Em 15 de maio, as forças de Uliny declararam que desejavam administrar os assuntos de Malakal de forma independente e anunciaram o nome de seu grupo como Forças Agwelek. Eles afirmaram que estavam dispostos a trabalhar em conjunto com outras forças de oposição, como o Movimento Popular de Libertação do Sudão na Oposição.